# Protoplophoridae
Protoplophoridae zijn  een familie van mijten. Bij de familie zijn 9 geslachten met circa 50 soorten ingedeeld.